# Bisbat de Campeche
El bisbat de Campeche (castellà: Diócesis de Campeche; llatí: Dioecesis Campecorensis) és una seu de l'Església catòlica a Mèxic, sufragània de l'arquebisbat de Yucatán, que pertany a la regió eclesiàstica Sureste. L'any 2013 tenia 652.000 batejats d'un total de 809.000 habitants. Actualment està regida pel bisbe José Francisco González González.

## Territori
La diòcesi comprèn tot l'estat mexicà de Campeche, amb els seus 11 municipis.
La seu episcopal és la ciutat de San Francisco de Campeche, on es troba la catedral de la Immaculada Concepció de Maria Verge
El territori s'estén sobre 56.858  km², i està dividit en 60 parròquies i 4 deganats.

## Història
La diòcesi va ser erigida el 24 de març de 1895, mitjançant la butlla Praedecessorum nostrorum del Papa Lleó XIII, prenent el territori de la diòcesi de Yucatán (avui arquebisbat).
El 23 de maig de 1970 cedí una porció de territori a benefici de l'erecció de la prelatura territorial de Chetumal (avui prelatura territorial de Cancún-Chetumal).

## Cronologia episcopal
- Francisco Plancarte y Navarrete † (17 de setembre de 1895 - 28 de novembre de 1898 nomenat bisbe de Cuernavaca)
- Rómulo Betancourt y Torres † (31 d'agost de 1900 - 21 d'octubre de 1901 mort)
- Francisco de Paula Mendoza y Herrera † (11 de desembre de 1904 - 7 d'agost de 1909 nomenat arquebisbe de Durango)
- Jaime de Anasagasti y Llamas † (12 de novembre de 1909 - 3 d'octubre de 1910 mort)
- Vicente Castellanos y Núñez † (7 de febrer de 1912 - 26 d'agost de 1921 nomenat bisbe de Tulancingo)
- Francisco María González y Arias † (21 d'abril de 1922 - 30 de gener de 1931 nomenat bisbe de Cuernavaca)
- Luís Guízar y Barragán † (27 de novembre de 1931 - 9 d'octubre de 1938 nomenat bisbe coadjutor de Saltillo)
- Alberto Mendoza y Bedolla † (15 de juliol de 1939 - 28 de febrer de 1967 mort)
- José de Jesús García Ayala † (27 d'abril de 1967 - 9 de febrer de 1982 renuncià)
- Héctor González Martínez (9 de febrer de 1982 - 4 de febrer de 1988 nomenat arquebisbe coadjutor d'Antequera)
- Carlos Suárez Cázares (1 de juny de 1988 - 18 d'agost de 1994 nomenat bisbe de Zamora)
- José Luis Amezcua Melgoza (9 de maig de 1995 - 9 de juny de 2005 nomenat bisbe de Colima)
- Ramón Castro Castro (8 d'abril de 2006 - 15 de maig de 2013 nomenat bisbe de Cuernavaca)
- José Francisco González González, des del 13 de desembre de 2013

## Estadístiques
A finals del 2013, la diòcesi tenia 652.000 batejats sobre una població de 809.000 persones, equivalent al 80,6% del total.
| any  | població | població | població | sacerdots | sacerdots       | sacerdots       | sacerdots             | diaques | religiosos | religiosos | parròquies |
| ---- | -------- | -------- | -------- | --------- | --------------- | --------------- | --------------------- | ------- | ---------- | ---------- | ---------- |
| any  | batejats | total    | %        | total     | clergat secular | clergat regular | batejats por sacerdot | diaques | homes      | dones      |            |
| 1950 | 109.000  | 110.000  | 99,1     | 19        | 16              | 3               | 5.736                 |         |            | 30         | 20         |
| 1959 | 137.000  | 140.000  | 97,9     | 36        | 31              | 5               | 3.805                 |         | 5          | 37         | 23         |
| 1966 | ?        | 220.000  | ?        | 35        | 30              | 5               | ?                     |         | 12         | 50         | 25         |
| 1970 | 250.000  | 300.000  | 83,3     | 36        | 27              | 9               | 6.944                 |         | 18         | 46         | 28         |
| 1976 | 300.000  | 315.000  | 95,2     | 34        | 27              | 7               | 8.823                 |         | 22         | 44         | 25         |
| 1980 | 359.000  | 380.000  | 94,5     | 34        | 24              | 10              | 10.558                |         | 26         | 44         | 26         |
| 1990 | 449.500  | 528.824  | 85,0     | 48        | 35              | 13              | 9.364                 | 1       | 26         | 122        | 29         |
| 1999 | 533.409  | 707.267  | 75,4     | 67        | 53              | 14              | 7.961                 | 1       | 25         | 114        | 33         |
| 2000 | 545.247  | 713.390  | 76,4     | 51        | 38              | 13              | 10.691                | 1       | 33         | 139        | 34         |
| 2001 | 531.992  | 695.415  | 76,5     | 51        | 40              | 11              | 10.431                | 1       | 31         | 129        | 35         |
| 2002 | 592.908  | 723.059  | 82,0     | 56        | 44              | 12              | 10.587                | 1       | 30         | 135        | 35         |
| 2003 | 595.969  | 727.072  | 82,0     | 59        | 48              | 11              | 10.101                |         | 61         | 162        | 35         |
| 2004 | 600.062  | 750.078  | 80,0     | 61        | 52              | 9               | 9.837                 |         | 44         | 166        | 35         |
| 2006 | 608.000  | 760.000  | 80,0     | 59        | 50              | 9               | 10.305                |         | 31         | 150        | 35         |
| 2013 | 652.000  | 809.000  | 80,6     | 133       | 117             | 16              | 4.902                 | 7       | 48         | 161        | 60         |